# Goryphus leucopygus
Goryphus leucopygus är en stekelart som först beskrevs av Walker 1871.  Goryphus leucopygus ingår i släktet Goryphus och familjen brokparasitsteklar. Inga underarter finns listade i Catalogue of Life.